# Fehmi
Fehmi ist ein türkischer und albanischer männlicher Vorname arabischer Herkunft. Der Name bedeutet „mit dem Verständnis zusammenhängend“. Die weibliche Form lautet Fehmiye.

## Namensträger
- Hasan Fehmi Ataç (1879–1961), türkischer Politiker
- Fehmi Mert Günok (* 1989), türkischer Fußballspieler
- Fehmi Koç (* 2003), türkischer Fußballspieler
- Fehmi Koru (* 1950), türkischer Autor und Journalist
- Mustafa Fehmi Kubilay (1906–1930), türkischer Lehrer und Reserveoffizier
- Fehmi Sağınoğlu (1937–2016), türkischer Fußballspieler und -trainer